# Nihoniu
Nihoniu este un element chimic cu simbolul Nh și numărul atomic 113. Acesta a fost detectat pentru prima dată în anul 2003 prin dezintegrarea atomului de moscoviu și a fost sintetizat în anul 2006.
Nihoniul constă dintr-un atom cu 113 protoni în nucleul său - un tip de materie care nu există în mod natural pe Pământ.
După 9 ani de încercări, cercetători de la „RIKEN Nishina Center for Accelerator-Based Science” din Japonia au anunțat la data de 26 septembrie 2012 că au reușit pentru prima dată să-l sintetizeze.
Sintetizarea a avut loc prin bombardarea unui strat de bismut cu ioni de zinc cu viteza de o zecime a vitezei luminii.
Pe 8 iunie 2016, IUPAC a redenumit ununtriu în nihoniu (simbol: Nh), redenumirea intrând în vigoare la 28 noiembrie 2016.
Cel mai stabil izotop al nihoniului este nihoniu-286, având un timp de înjumătățire de 20 de secunde. Se mai numește eka-taliu.